# Stožec (okres Prachatice)
Stožec (německy Tusset) je obec ležící na území Národního parku Šumava, v údolí řeky Studené Vltavy zhruba 8 km jihozápadně od Volar a 21 km jihozápadně od Prachatic. Skládá se ze tří částí obce – České Žleby, Dobrá a Stožec. Žije zde 214 obyvatel. Stožec je 14. českou obcí s největším územím (104,71 km²). Na turistických stezkách České Žleby – Bischofsreut (Marchhäuser), Stožec – Haidmühle a Nové Údolí (Třístoličník) – Dreisessel jsou přechody do Německa. Do Studené Vltavy se zde vlévá Údolský potok.

## Historie

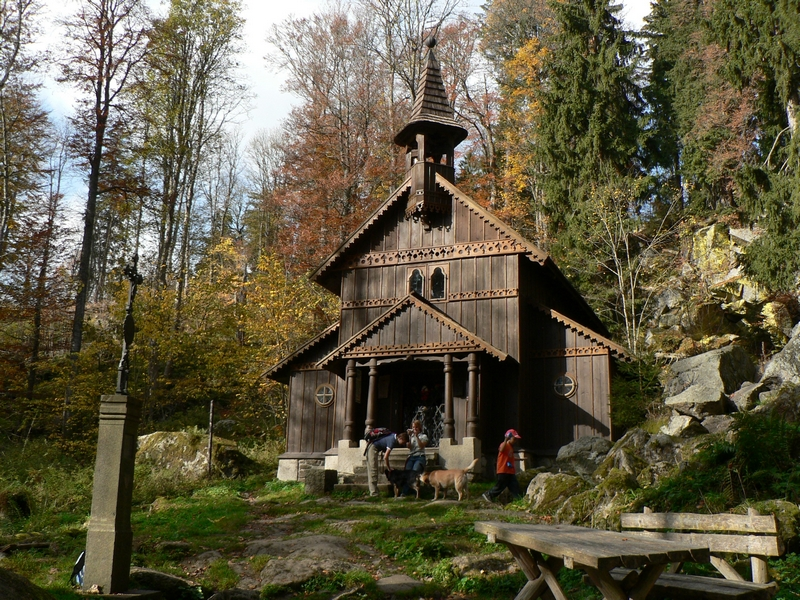
Stožecká kaple Panny Marie

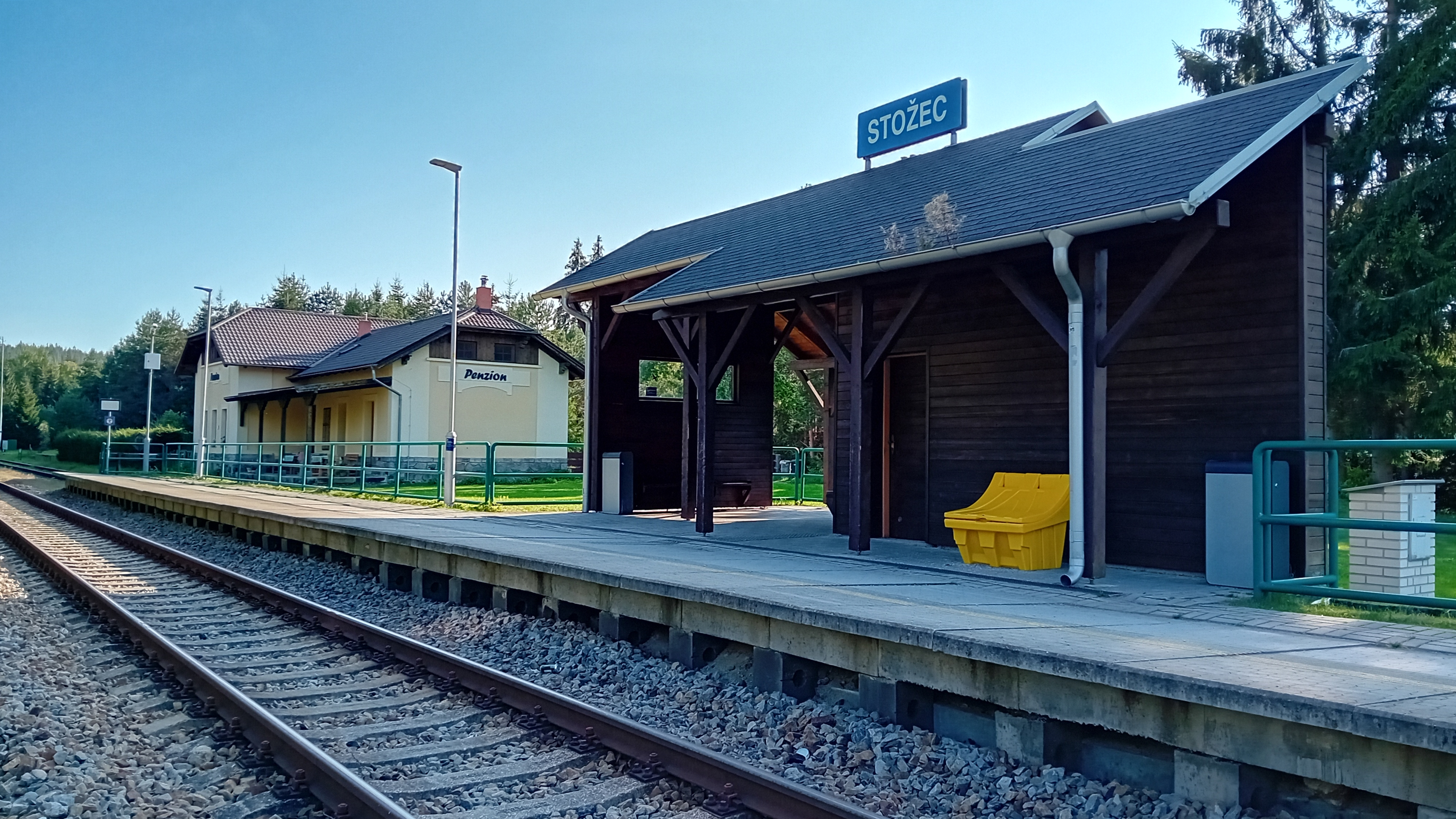
Železniční zastávka Stožec

Přesný rok založení vesnice Stožec není znám, první písemná zmínka je z roku 1769. Vznikla jako dřevařská osada. Poměrně zajímavou událostí v dějinách obce byla pytlácká bitva v únoru 1850 (jedná se o největší pytláckou bitvu v Evropě). Vše se událo v únoru 1850, kdy bavorští pytláci zaútočili na lesníky, kteří se stačili opevnit v místním hotelu Pstruh. Výsledkem bylo několik mrtvých a mnoho zraněných na obou stranách. Ještě při rekonstrukci objektu ve 30. letech 20. století se našlo velké množství kulek zavrtaných do trámů roubené budovy.
Dne 16. 8. 1894 zde byla zřízena pošta.
Na počátku 20. století zaznamenal Stožec své vrcholné období. Do obce byla v roce 1910 přivedena železniční trať. Tehdy byla vystavěna jedna z posledních lokálních tratí v Česku, která vedla z Černého Kříže přes Stožec do Nového Údolí, které leží těsně před státní hranicí s Německem. Tato osmikilometrová trať umožnila spojení jihočeských a pošumavských tratí se sítí drah bavorských. Počet obyvatel obce pozvolna rostl. V roce 1900 to bylo 2733 obyvatel a v roce 1930 dokonce 2811 obyvatel. Tento počet se vztahuje na celou dnešní obec včetně přilehlých osad; jen v Českých Žlebech žilo 1200 lidí. V letech 1938 až 1945 bylo území obce v důsledku uzavření Mnichovské dohody přičleněno k nacistickému Německu.
Zlom nastal po druhé světové válce. Příhraničí bylo vylidněno v důsledku vysídlení obyvatel německé národnosti, tedy velké většiny obyvatel. Ve Stožci zůstalo pouze 599 obyvatel. Jejich počet navíc dále klesal hlavně kvůli represím komunistického režimu v oblasti několik málo kilometrů vzdálené od tehdejšího „Západního“ Německa. Dnes v obci žije asi jen 200 lidí (obec Stožec cca 120 obyvatel, osada České Žleby cca 60 obyvatel, osada Dobrá 8 obyvatel) přihlášených k trvalému pobytu. V současné době je Stožec jedním z oblíbených turistických cílů na Volarsku.

## Obecní správa
Obec leží v Jihočeském kraji s 623 obcemi v okrese Prachatice s 65 obcemi, má status obce s rozšířenou působností a obce s pověřeným obecním úřadem je součástí správního obvodu Prachatice s 44 obcemi. Skládá se s 4 katastrálních území, 3 části obce a 7 základních sídelních jednotek. Sousedními obcemi sídla jsou Volary, Želnava, Nová Pec, Strážný, Lenora a Haidmühle.

### Části obce
- Stožec (k. ú. Stožec)
- České Žleby (k. ú. České Žleby, Horní Cazov a Radvanovice)
- Dobrá (k. ú. České Žleby)

Obec se dále skládá ze sedmi ZSJ: Černý Kříž, České Žleby, Dobrá, Horní Cazov, Nové Údolí, Radvanovice a Stožec. Mimo zmíněných sídel se v rámci obce nalézají zaniklé osady Krásná Hora (v katastrálním území České Žleby) a Brod (Grasfurth).

## Doprava
Obec leží na železničních tratích České Budějovice – Černý Kříž a Číčenice – Nové Údolí. Na území obce leží železniční zastávky Černý Kříž, Dobrá na Šumavě, Nové Údolí, Ovesná, Pěkná, Stožec. Provozovatelem osobní dopravy na trati je společnost GW Train Regio. 

## Zajímavosti v obci a okolí
- Kaple Panny Marie (známá též pod názvem Stožecká kaple) – dřevěná poutní kaple vznikla v roce 1791 pod zaniklým hradem, kvůli léčivým účinkům místního pramene a zázračnému obrazu Panny Marie byla vyhledávána poutníky z Čech i nedalekých Bavor, v roce 1804 byla kaple přestavěna a poté ještě několikrát upravována. V padesátých letech byla kaple odstraněna, současná podoba vznikla v roce 1988 podle její kopie, která stojí v německé vesnici Philippsreut, blízko Strážného. Ke kapli vede Křížová cesta.
- Hrad – vznikl na Stožecké skále pravděpodobně k ochraně Zlaté stezky, údajně ho nechal vystavět děkan pražské kapituly ve 13. století, zpustl v 16. století, více o jeho historii není známo, dokonce se nedochoval ani název, dnes z něj zbyly pouze ruiny.
- Kamenná Hlava (německy Steinköpfelhäuser) – zaniklá osada
- Krásná Hora (německy Schönberg) – zaniklá osada
- Radvanovice (něm. Schillerberg) – zaniklá šumavská vesnice
- Jelení vrch (přírodní památka)
- Spálený luh – přírodní památka
- Stožec (přírodní památka)
- Stožecká skála (1. zóna národního parku) – na jižním svahu Stožecké skály se nachází chráněná oblast s původním porostem klenové jedlobučiny, oblast je podobná Boubínskému pralesu, je zde nádherný výhled do okolí. Obdobný větší komplex 1. zóny lze najít též na samotném vrcholu Stožec.
- Na Stožeckou skálu – naučná stezka
- Třístoličník – hraniční hora s výhledem a turistickou chatou
- Schwarzenberský plavební kanál – začínající asi 5 km jihovýchodně od Stožce.
- České Žleby – vesnice, kterou prochází Zlatá stezka
- Soumarský most – dříve historický dřevěný most, dnes nahrazen betonovou konstrukcí, výchozí místo pro vodáckou turistiku skrze Vltavský luh
- Lenora – šumavská obec se sklářskou tradicí, výchozí místo pro vodáckou turistiku
- Areál lesních her
- Medvědí stezka